# Toxic. Come smettere di ammazzare la gente e imparare a lavare i piatti
(Tom Boksic, Toxic)
Toxic è un romanzo dello scrittore islandese Hallgrímur Helgason.

## Trama
Toxic è un reduce croato della guerra dei Balcani che vive a New York lavorando come sicario per la malavita. Un giorno per errore assassina un pezzo grosso dell'FBI, quindi decide di lasciare gli Stati Uniti per evitare l'arresto. L'aeroporto è però piantonato da numerosi poliziotti, così si rifugia nei bagni, uccide un prete e si impossessa di tutti i suoi beni personali, tra cui anche un biglietto aereo per Reykjavík.
Giunto nella capitale islandese, Toxic scopre che padre Friendly, l'uomo che ha ucciso all'aeroporto e della cui identità si è impossessato, è un telepredicatore atteso in Islanda da una coppia di telepredicatori che lo vogliono ospitare nella loro trasmissione.
Suo malgrado, Toxic regge il gioco come può, finché la polizia locale non riesce a rintracciarlo costringendolo a fuggire, aiutato dalla bella e algida Gunnhildur, figlia ribelle dei due telepredicatori.
Per qualche tempo Toxic si nasconde nell'appartamento della ragazza, ma quando viene a sapere che Munita, la sua fidanzata di New York, è stata assassinata da qualche criminale, decide di farla finita gettandosi da un cavalcavia. Il salto non ha però l'effetto sperato e Toxic sopravvive rompendosi giusto qualche osso.
Disperato, chiede aiuto ai telepredicatori i quali, sebbene siano ormai a conoscenza del suo passato pieno di violenza, decidono comunque di aiutarlo, affidandolo alle cure di un reverendo violento e paranoico che Toxic chiama "Torture". Quest'ultimo consegna a Toxic un finto passaporto islandese, gli trova un lavoro come addetto al catering di una ditta e lo fa dormire in un hotel fatiscente abitato dalla peggior feccia straniera che si trova a Reykjavík.
Con il trascorrere dei mesi, Toxic riesce a riprendersi dallo choc per la morte di Munita e inizia una nuova storia d'amore insieme a Gunnhildur. Nel frattempo in un centro commerciale incontra Senka, sua fidanzata all'epoca della guerra dei Balcani. Toxic mette incinta entrambe le ragazze, ma decide comunque di sposare Gunnhildur.
Una sera, mentre guarda la tv in casa dei genitori di Gunnhildur, riceve le visita di due malavitosi con cui lavorava a New York. Toxic viene invitato a salire in auto con loro e ben presto comprende che quei due sono lì per assassinarlo. A Toxic non viene spiegato il perché di quell'esecuzione, comunque riesce a evitarla estraendo una piccola pistola che teneva sempre nascosta nella suola della scarpa e ferendo i due sicari, abbandonandoli poi ancora vivi in un crepaccio all'interno di un campo di lava.
Nella sparatoria però Toxic è rimasto ferito, forse mortalmente, quindi torna in auto da Gunnhildur per raccontarle di Senka e del figlio che aspetta da lei. Una volta giunto a casa perde però i sensi, riuscendo a dire solamente "non li ho uccisi".

## Edizioni
- Hallgrímur Helgason, Toxic, traduzione di Silvia Cosimini, ISBN, Special Books n° 03, 2010,  pp. 291, ISBN 978-88-7638-184-3.